# Cleo Francis Pineau
Tenente Cleo Francis Pineau (Albuquerque, 23 de julho de 1893 –– Williamsport, 29 de maio de 1972) foi um motociclista e ás da aviação na Primeira Guerra Mundial, creditado com seis vitórias aéreas.
Filho de Thomas L. e Adele Gstalder Pineau, Pineau foi inquieto na juventude, abandonando a escola na sexta série. Antes de sua participação na Primeira Guerra Mundial, ele costumava disputar corridas de motocicleta, correndo principalmente com motos da Flying Merkel e Indian Motorcycles, tendo derrotado uma vez Barney Oldfield, nome que se tornou sinônimo de velocidade nas duas primeiras décadas do século XX. Ele também chegou a executar performances no "Globo da Morte". Entre 1914 e 1915, ele correu profissionalmente pela equipe de fábrica da Flying Merkel.

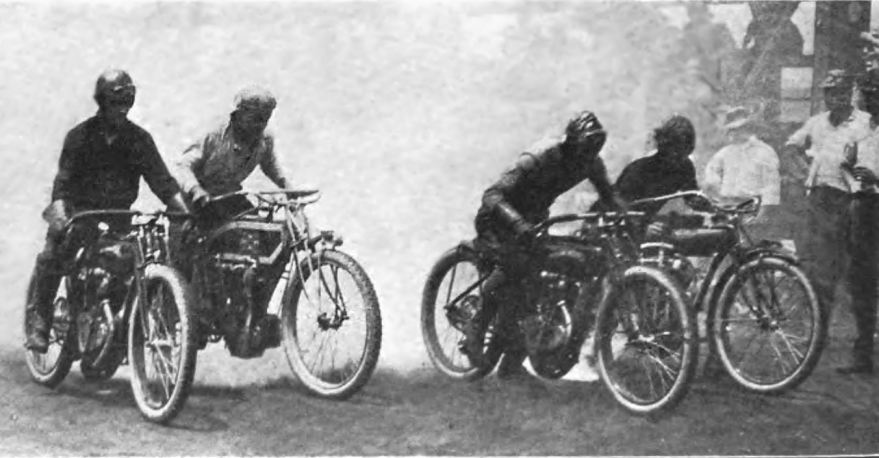
Equipe de fábrica da Flying Merkel em 1913, antes de Pineau fazer parte.

Pineau se juntou a Royal Flying Corps, a força área britânica na época, em dezembro de 1917, e realizou seu treinamento na Curtis Aviation School, em Buffalo, Nova York. Quando finalizado seu treinamento, ele foi direcionado ao No. 210 Squadron RAF,  em 2 de junho de 1918. Entre 6 de setembro e 8 de outubro daquele ano, utilizando um Sopwith Camel, ele destruiu quatro Fokker D.VII, e derrubou outros dois, quando foi derrubado por um Fokker Dr.I, perto de Roeselare, sendo capturado e enviado a um campo de prisioneiros de guerra sob o comando do filho do Imperador Wilhelm II.
Tendo sido liberado do exército pouco após o término da guerra, Pineau voltou a participar de corridas de motos, nos anos 1920, conquistando vários recordes mundiais em circuitos ovais. Pineau também continuou ativo na aviação, sendo instrumental na fundação do Williamsport-Lycoming County Airport, promovendo-o através de suas conexões com a comunidade de aviação, incluindo seu amigo Wiley Post. Pineau também se envolveu na indústria do aço, iniciando como vendedor na Radiant Steel Products Co., em 1928, sendo seu presidente em 1948, e servindo como tal até 1969, quando deixou o cargo. Morreu três anos depois.

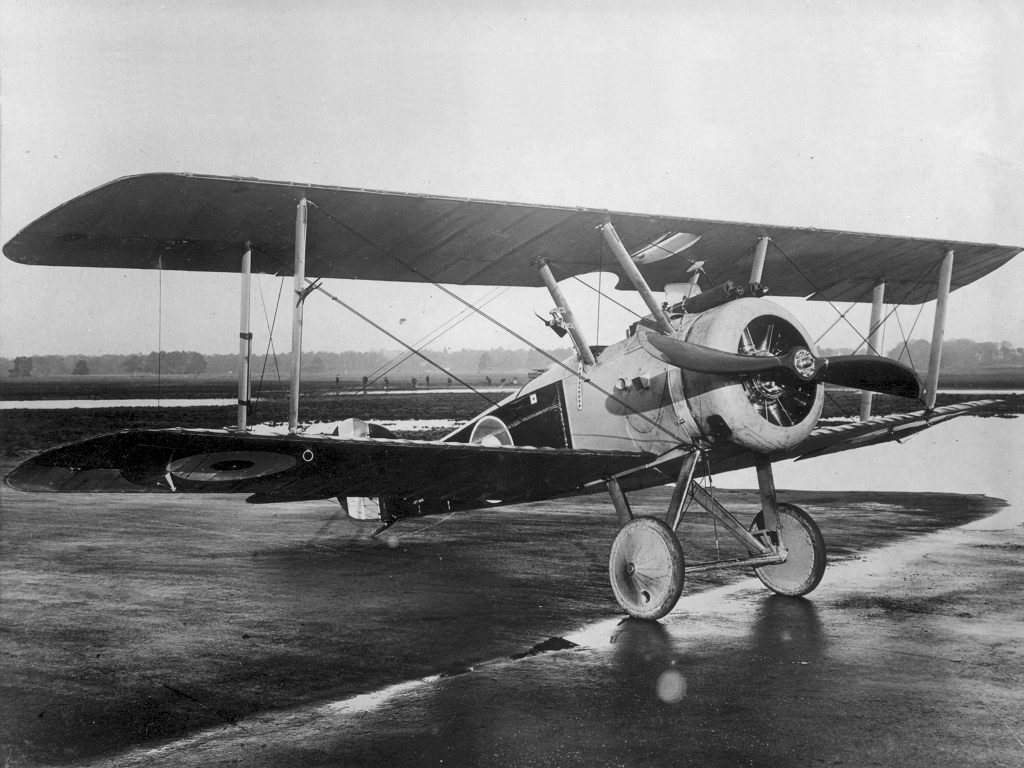
Um Sopwith Camel, utilizado por Pineau em 1918.